# Bernarda Bütler

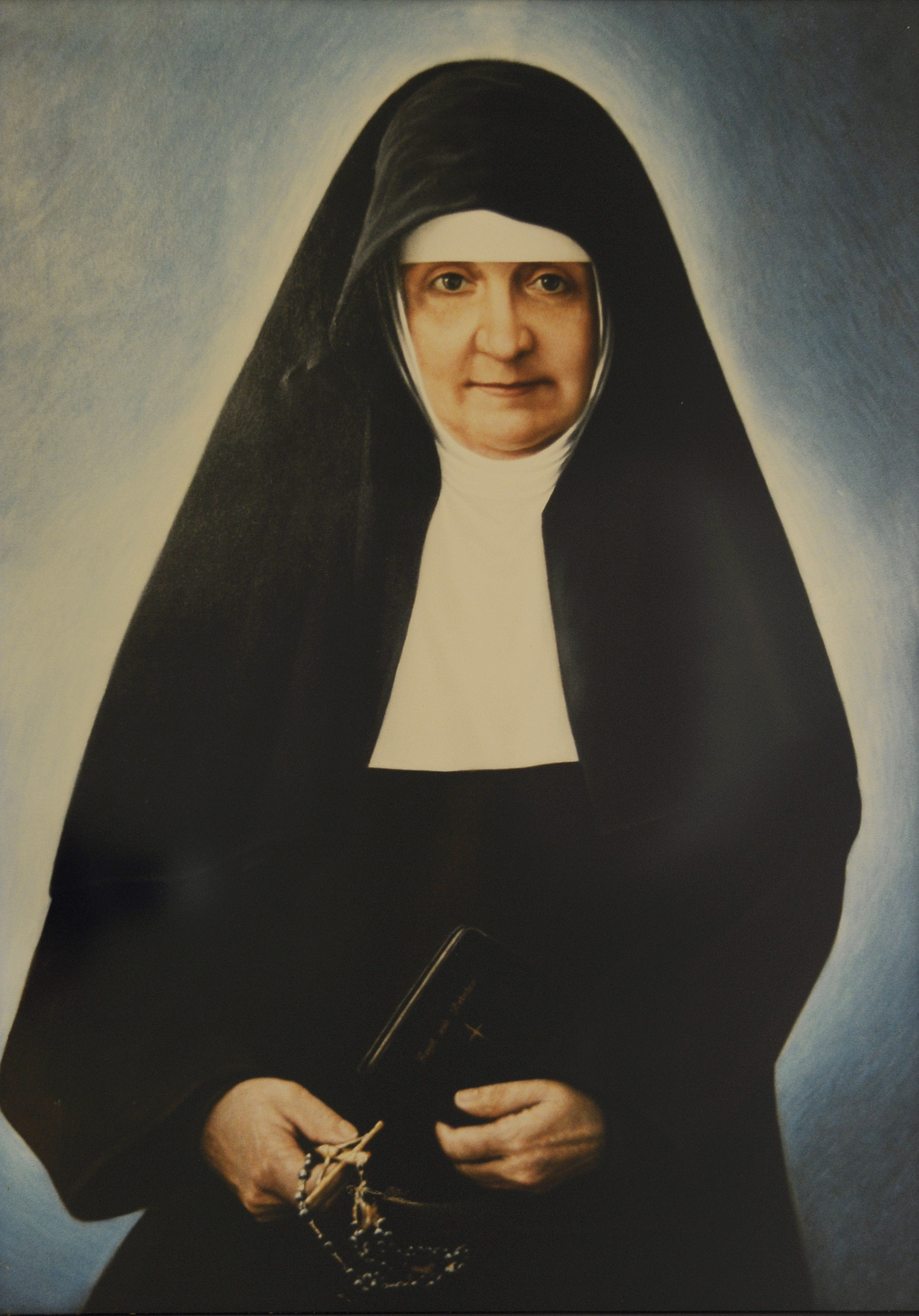
Maria Bernarda

Maria Bernarda Bütler (bürgerlich Verena Bütler, * 28. Mai 1848 in Auw AG, Schweiz; † 19. Mai 1924 in Cartagena, Kolumbien) war eine Schweizer katholische Missionarin und Ordensgründerin. Sie gründete die Kongregation der «Franziskaner-Missionsschwestern von Maria Hilf» (FMMH). Sie wird in der katholischen Kirche als Heilige verehrt. Ihr Verehrungstag ist der 19. Mai.

## Leben

### Familie
Maria Bernarda (Verena) Bütler wurde als viertes Kind einer in Auw und den Freiämtern stark verwurzelten Bauernfamilie an einem Sonntag geboren. Die tief religiösen Eltern Heinrich Bütler und Katharina Bütler erzogen ihre acht Kinder auch fromm. Bereits die Ururgrosseltern von Maria Bernarda, Jeremias Bütler und Elisabeth Hoffmann lebten in Auw, frühere Vorfahren der Familie sind namentlich nicht bekannt. A. M. Martina Bütler (1856–1890), die jüngste der drei Schwestern von Maria Bernarda, wurde ebenfalls Ordensschwester, sie trat in das Benediktinerinnenkloster Au in Trachslau bei Einsiedeln ein.

### Jugendzeit

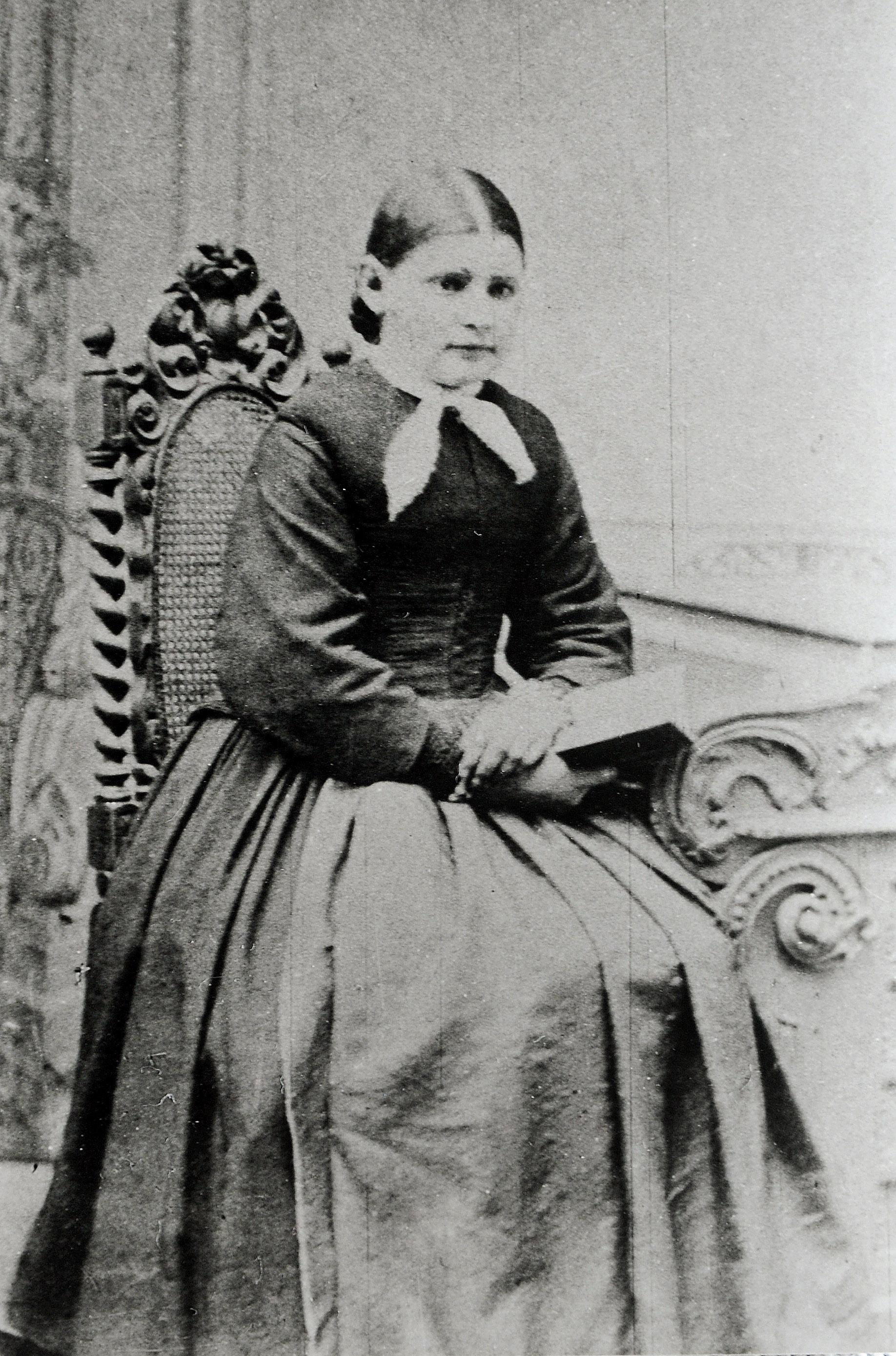
Verena Bütler 17-jährig in Auw

Verena Bütler war ein Kind wie jedes andere, hält die Familienerinnerung fest. Seit ihrer Erstkommunion war sie jedoch mit ihrem Glauben besonders verbunden und bereits als 15-jähriges Mädchen äusserte sie den Wunsch, sich ein Leben lang Gott zu widmen. Sie «hat schon sehr früh die Erfahrung einer tiefen Liebe zum Herrn gemacht», würdigte ihre Tugenden Papst Benedikt XVI. eineinhalb Jahrhunderte später, anlässlich ihrer Heiligsprechung vor dem Petersdom im Vatikan. Verena war ein frohes Mädchen, intelligent und hatte ein sensibles Gefühl zu zwischenmenschlichen Beziehungen. Eigenschaften, die mit ihrer festen Gottverbundenheit und starkem Willen ihren Lebensweg und ihr Lebenswerk auch prägten.

### Klosteroberin
Als 19-Jährige verliess Verena Bütler ihr Heimatdorf Auw und trat am 12. November 1867 in Altstätten in das Kapuzinerinnenkloster «Maria Hilf» ein, ihre Eltern begleiteten sie mit einer Kutsche bis zur Klosterpforte. Bald darauf wurde Verena als Novizin eingekleidet, dabei nahm sie auch ihren Ordensnamen «Maria Bernarda» an. Zwei Jahre später legte sie als Nonne die Ordensgelübde ab. Sie wirkte zuerst auch als Lehrerin, nach drei Jahren wurde sie Helfmutter (Assistentin der Klosteroberin) und Novizenmeisterin (Leiterin der Novizinnen). Maria Bernarda wurde 1880 zur Oberin des Klosters Maria Hilf gewählt, dann zweimal wiedergewählt. Ihre Reformen intensivierten das Klosterleben und führten zu vermehrten Eintritten ins Kloster. Ihr Leitsatz, der auch über dem Maria-Bernarda-Altar in der Auwer Pfarrkirche St. Nikolaus zu lesen ist, lautete: «Das Evangelium ist mein Leitstern». Ihr Wunsch, sich im Dienste Gottes und der Kirche immer grösseren Herausforderungen zu stellen, inspirierte sie nach achtjähriger erfolgreicher Klosterführung zu einer neuen Berufung: auf einem weiten Kontinent als Missionarin zu wirken. Der Bischof von St. Gallen wollte sie in seiner Diözese behalten, doch schliesslich erhielt Mutter Maria Bernarda die erbetene Erlaubnis und den päpstlichen Indult, im südamerikanischen Ecuador ein missionarisches Filialkloster des Altstättner Maria-Hilf-Klosters zu gründen.

### Ordensgründerin
Mutter Maria Bernarda Bütler verliess 1888 mit ihren sechs franziskanischen Schwestern, unter ihnen die 2003 seliggesprochene Charitas Brader, das heimatliche Kloster in Altstätten. Sie fuhren durch Europa und über den Atlantischen Ozean an ihre erste Missionsstation nach Chone. Neue Sprache, Ferne der Heimat, ungewöhnliches Klima und Verständigungsprobleme erschwerten ihre ohnehin viel Ausdauer und Mut erfordernde Tätigkeit vor allem im Bereich Jugenderziehung, Familienbetreuung, Krankenpflege und Förderung der Evangelisierung. Sie begegnete den Problemen und Rückschlägen mit christlicher Geduld, Opferbereitschaft und Nächstenliebe. Mit ihrer starken Willenskraft und ihrem Organisationstalent gelang es Maria Bernarda 1892, aus einem Filialkloster eine neue Kongregation zu gründen, die unter dem Namen «Franziskaner-Missionsschwestern von Maria Hilf» (FMMH) 1938 von Papst Pius XI. offiziell anerkannt wurde. Mutter Maria Bernarda, Oberin ihrer Kongregation, gründete mehrere Filialklöster und Schulen in Ecuador (St. Anna, Canoa) und in Kolumbien (Tucuerres), wo das christliche Leben aufblühte.
Als Besitz und Institutionen der katholischen Kirche in Ecuador 1895 verstaatlicht wurden, flohen die Ordensfrauen nach Cartagena, eine Hafenstadt an der Karibikküste des benachbarten Kolumbien. Sie gründeten dort weitere Schulen, Spitäler, Heime, später auch in Brasilien, wo Mutter Maria Bernarda ein weiteres Filialkloster ins Leben rief. Sie gründete auch in Gaissau (Vorarlberg/Österreich) an der Schweizer Grenze eine Ordensniederlassung. Sie besuchte unermüdlich ihre Mitschwestern in den Missionsstationen. Die charismatische Ordensgründerin starb 76-jährig in Cartagena, wo sie fast 30 Jahre lang gewirkt hatte. In der Kathedrale von Cartagena wurde noch an ihrem Todestag eine Gedenkmesse abgehalten, in der der Pfarrer sagte: «Heute früh ist in unserer Stadt eine Heilige gestorben, die ehrenwürdige Mutter Bernarda».

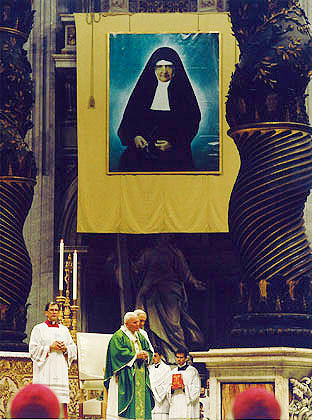
Seligsprechung durch Papst Johannes Paul II. in Rom (1995)

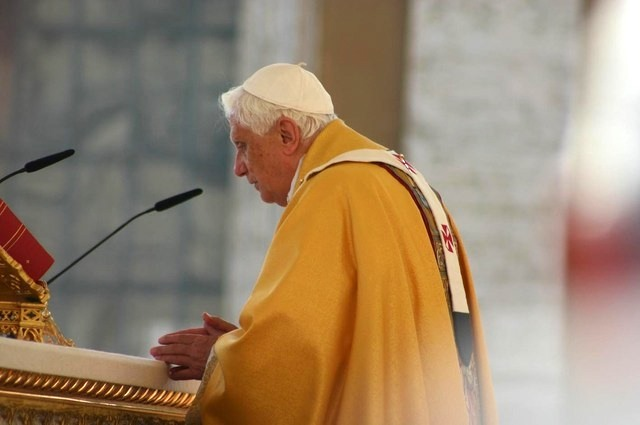
Papst Benedikt XVI. bei der Heiligsprechung (2008)

„Mutter Bernarda bleibt ein leuchtendes Beispiel einer biblischen Frau: stark, klug, mystisch, spirituelle Meisterin und hervorragende Missionarin“, heisst es in der vom Vatikan anlässlich der Heiligsprechung veröffentlichten Kurzbiographie der heiligen Maria Bernarda Bütler.

## Selig- und Heiligsprechung
Am 29. Oktober 1995 wurde Mutter Maria Bernarda Bütler nach einem knapp 50 Jahre andauernden Verfahren, das 1948 eingeleitet worden war, von Papst Johannes Paul II. im Petersdom seliggesprochen. Während der Seligsprechungsfeier vertraten Rosmarie Wicki-Bütler und Burkard Bütler, Grossnichte und Grossneffe der Heiligen, die Familie Bütler aus Auw.
Ihre Heiligsprechung fand am 12. Oktober 2008 durch Papst Benedikt XVI. vor dem Petersdom im Vatikan statt. Sie ist die erste Schweizer Persönlichkeit seit 1947 und die erste Schweizerin der Neuzeit überhaupt, die heiliggesprochen wurde. Vor ihr war diese Ehre nur der heiligen Wiborada von St. Gallen im Jahr 1047 zuteilgeworden. Der Schweizer Kapuziner und Ordenshistoriker Beda Mayer gab in den 1930er Jahren den Anstoss zum Seligsprechungsprozess für Maria Bernarda Bütler; er legte unter anderem in Luzern ein „Sr. Bernarda-Bütler-Archiv“ an. Ein vatikanisches Dekret von 2007 bestätigt, dass eine Ärztin in Cartagena in Kolumbien auf ihre Fürsprache von einem Lungenleiden geheilt wurde. Damit war das für eine Heiligsprechung notwendige Wunder erfüllt.
Der Heiligsprechungsfeier wohnten Zehntausende von Menschen bei, unter ihnen eine Pilgergruppe aus der Schweiz, insbesondere aus dem Freiamt, dem Herkunftsgebiet von Maria Bernarda Bütler. Rosmarie Wicki-Bütler und Irene Bütler vertraten bei der Feier die Familie der Heiligen, von der mehrere Mitglieder im aargauischen Freiamt und deren Umgebung leben.
Der Gedenktag der heiligen Maria Bernarda Bütler in der katholischen Kirche wurde bei der Kanonisierung auf den 19. Mai gelegt.
Kurz nach der Heiligsprechung im Vatikan fanden Nachfeiern zu Ehren der neuen Heiligen in Auw, Altstätten, Cartagena und Bogotá statt.

## Heiligenverehrung

### Geburtsort Auw
Maria-Bernarda-Altar
An der südlichen Innenwand der spätbarocken Pfarrkirche Sankt Nikolaus in Auw wurde nach ihrer Seligsprechung eine Gedenkstätte zu Ehren der berühmtesten Freiämtler Bürgerin eingerichtet. In einer kleinen Nische in der Nähe des rechten Seitenaltars der Kirche wurde ein Gemälde mit ihrem Porträt über einen kleinen Marmor-Konsoltisch gelegt, der mit dem farbigen, Tympanon tragenden Stuckmarmor-Rahmen klassizistische Stilelemente aufweist. Das Bild ist eine Kopie der Ölgemälde, die sich im Bernardaheim (europäisches Provinzhaus) der Missions-Franziskanerinnen in Frastanz befindet. Anlässlich der Auwer Nachfeier zur Heiligsprechung wurde eine Knochenreliquie der heiligen Maria Bernarda in die Pfarrkirche überführt und in eine mit Fenster versehene Marmorkassette eingemauert. Der neue Heiligenaltar wurde vom Basler Bischof Kurt Koch eingeweiht. Oberhalb des Wandaltars ist ein Bild mit dem Leitsatz von Mutter Maria Bernarda zu sehen: «Das Evangelium ist mein Leitstern». Neben dem Altar sind Kerzenopfer und ein Gedenkbuch für Eintragungen und Anbetungen der Pilger. Unweit des Maria-Bernarda-Altars steht das Taufbecken, an dem die Auwer Heilige am Tag ihrer Geburt auf den Namen Verena getauft wurde (siehe → Pfarrkirche St. Nikolaus).

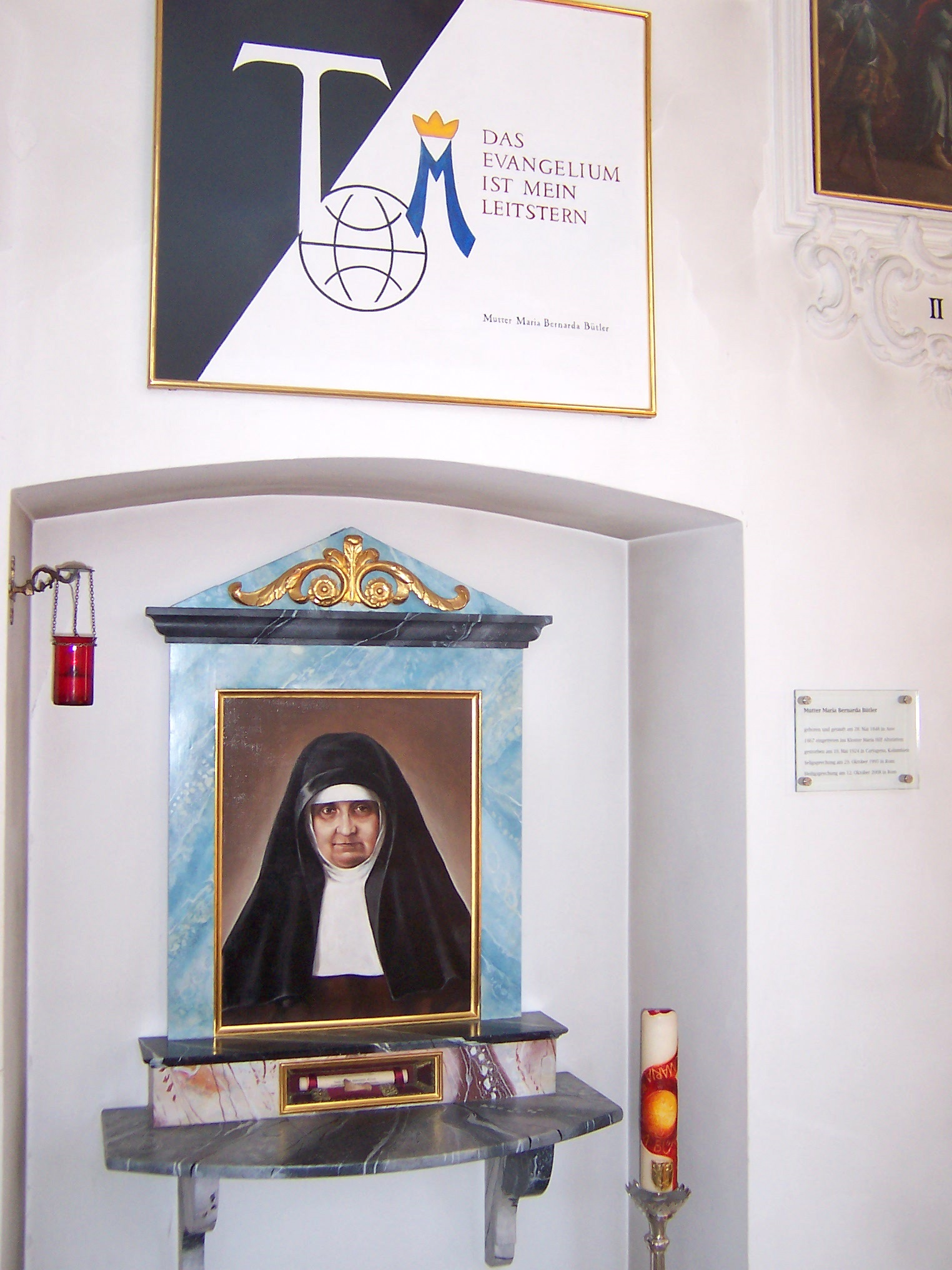
Altar der heiligen Maria Bernarda Bütler
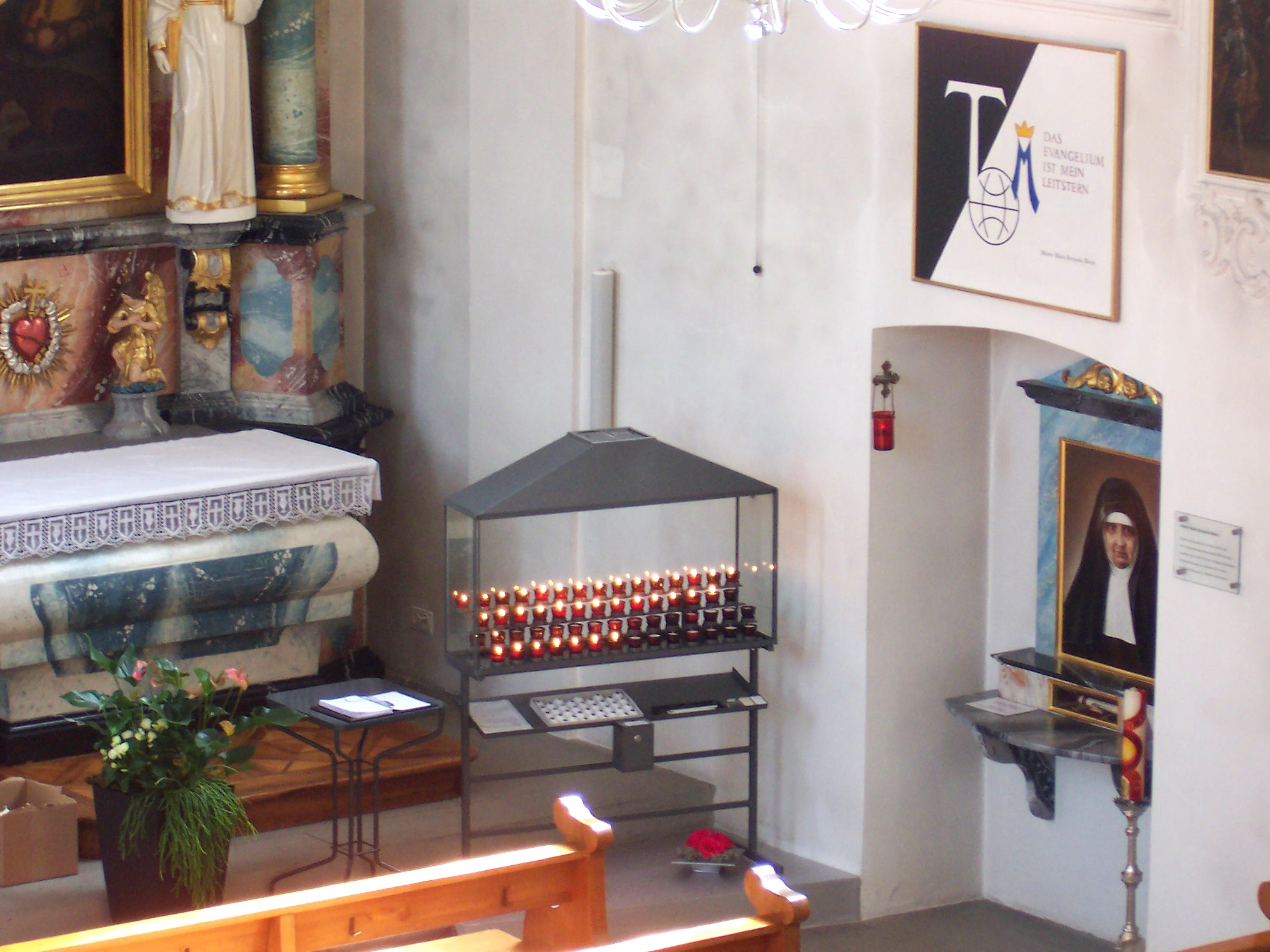
Maria-Bernarda-Altar an der Kirchensüdwand
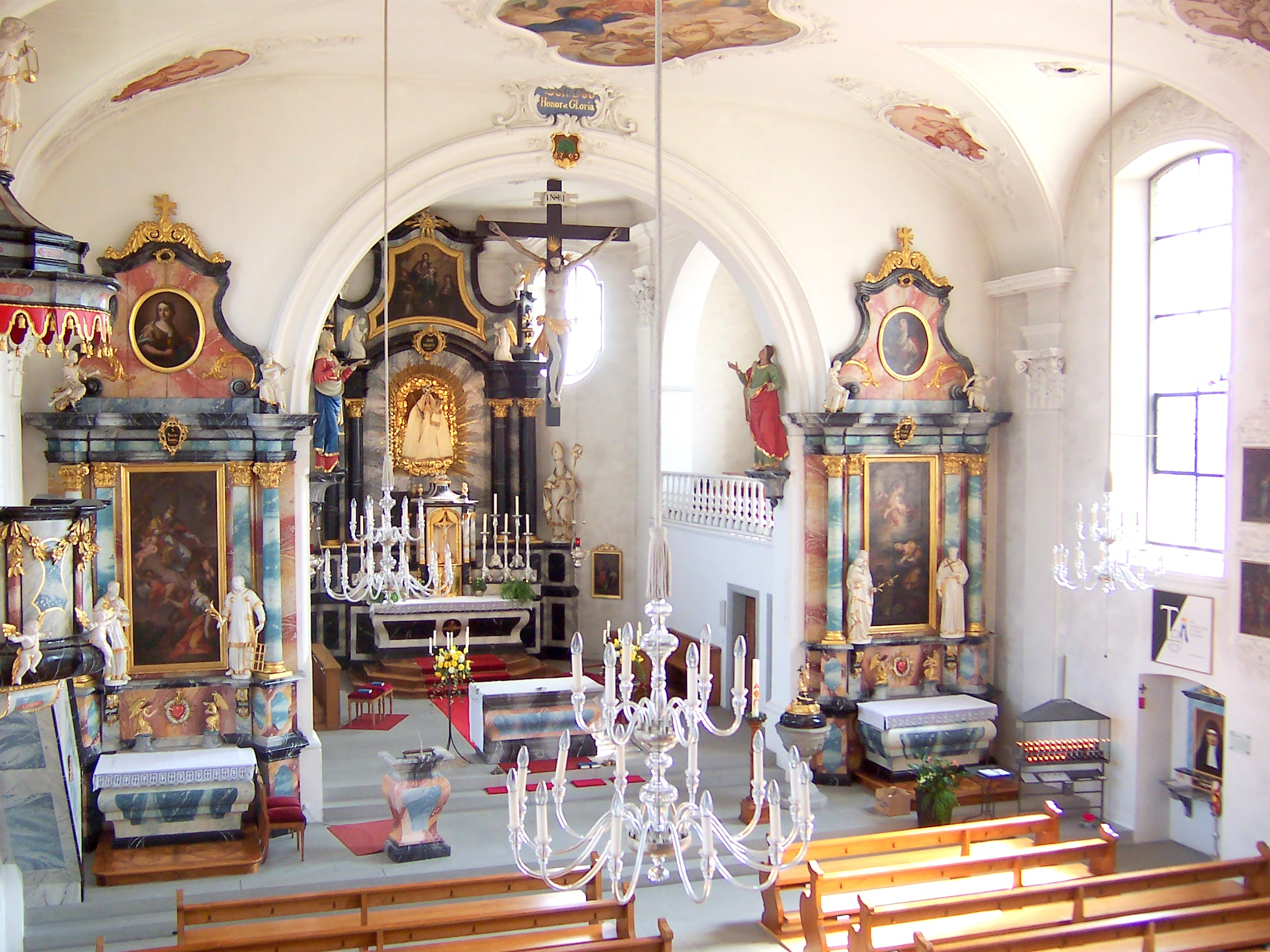
Pfarrkirche St. Nikolaus in der Gemeinde Auw
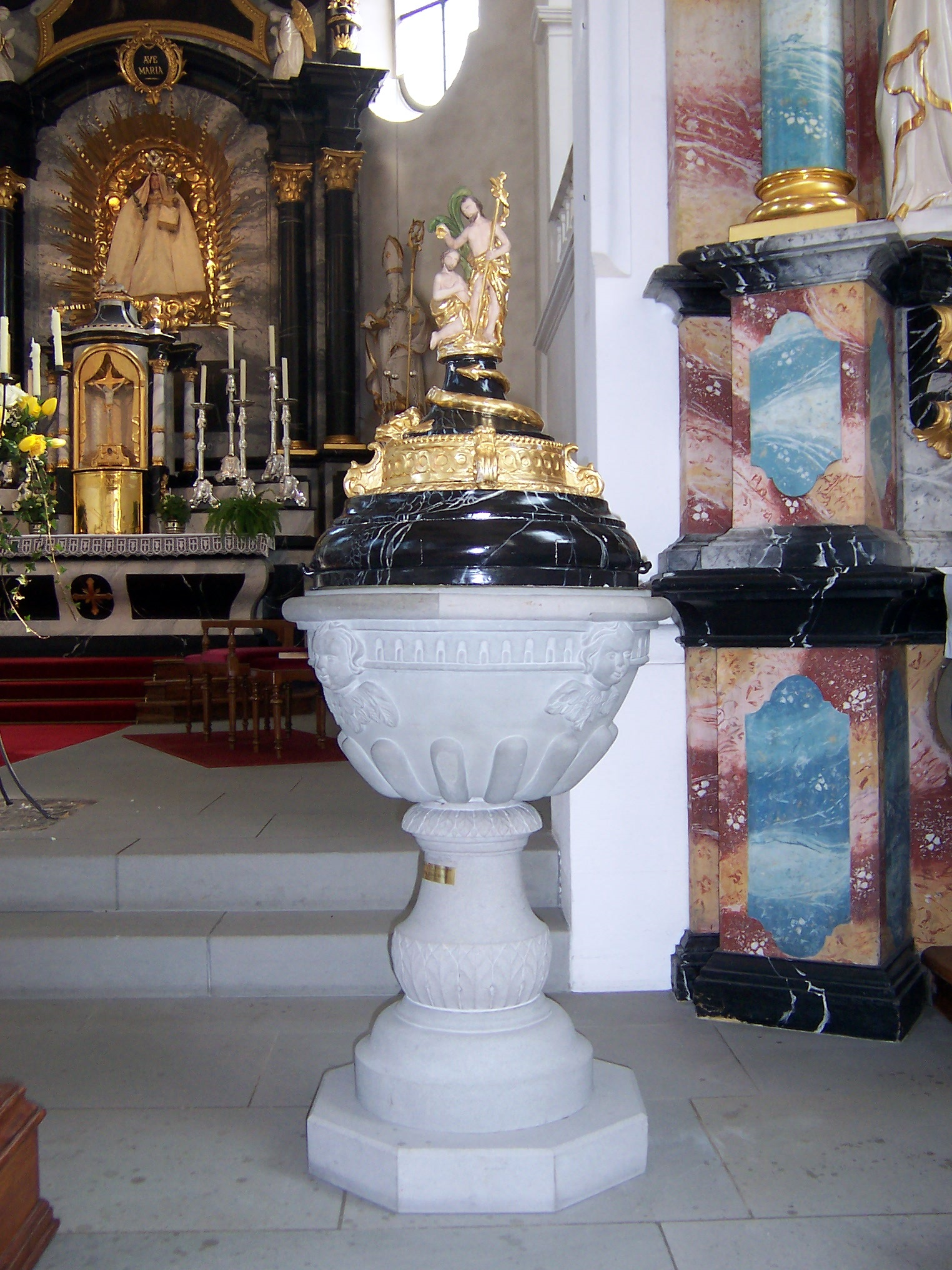
Taufbecken in der Nähe des neuen Heiligenaltars

Maria-Bernarda-Geburtshaus
Das Haus, in dem Maria Bernarda Bütler geboren wurde, liegt am Bachweg 4 in Auw. Damals wohnten dort neben ihren Eltern und Geschwistern auch drei weitere verwandte Familien. Rosmarie Wicki-Bütler (* 1931), Enkelin von Josef Bütler, der als Cousin von Maria Bernarda mit ihr zusammen aufgewachsen war, wohnt heute in diesem Haus, das auch ihr Geburtshaus ist. Sie und ihr Sohn errichteten kürzlich im ehemaligen Wohnzimmer der Heiligen eine Gedenkstätte. Die Möbel dieses Zimmers stammen zwar aus der Jugendzeit von Maria Bernarda, ob sie diese damals benützt hatte, weiss man aber nicht mehr. Im Gedenkzimmer sind neben einem grossformatigen Bild über die Heilige auch Fotos der Seligsprechungs- und Heiligsprechungsfeier sowie Gedenkgegenstände zu sehen. An der Aussenwand des Hauses wurde bereits nach der Seligsprechung 1995 eine Gedenktafel eingeweiht.

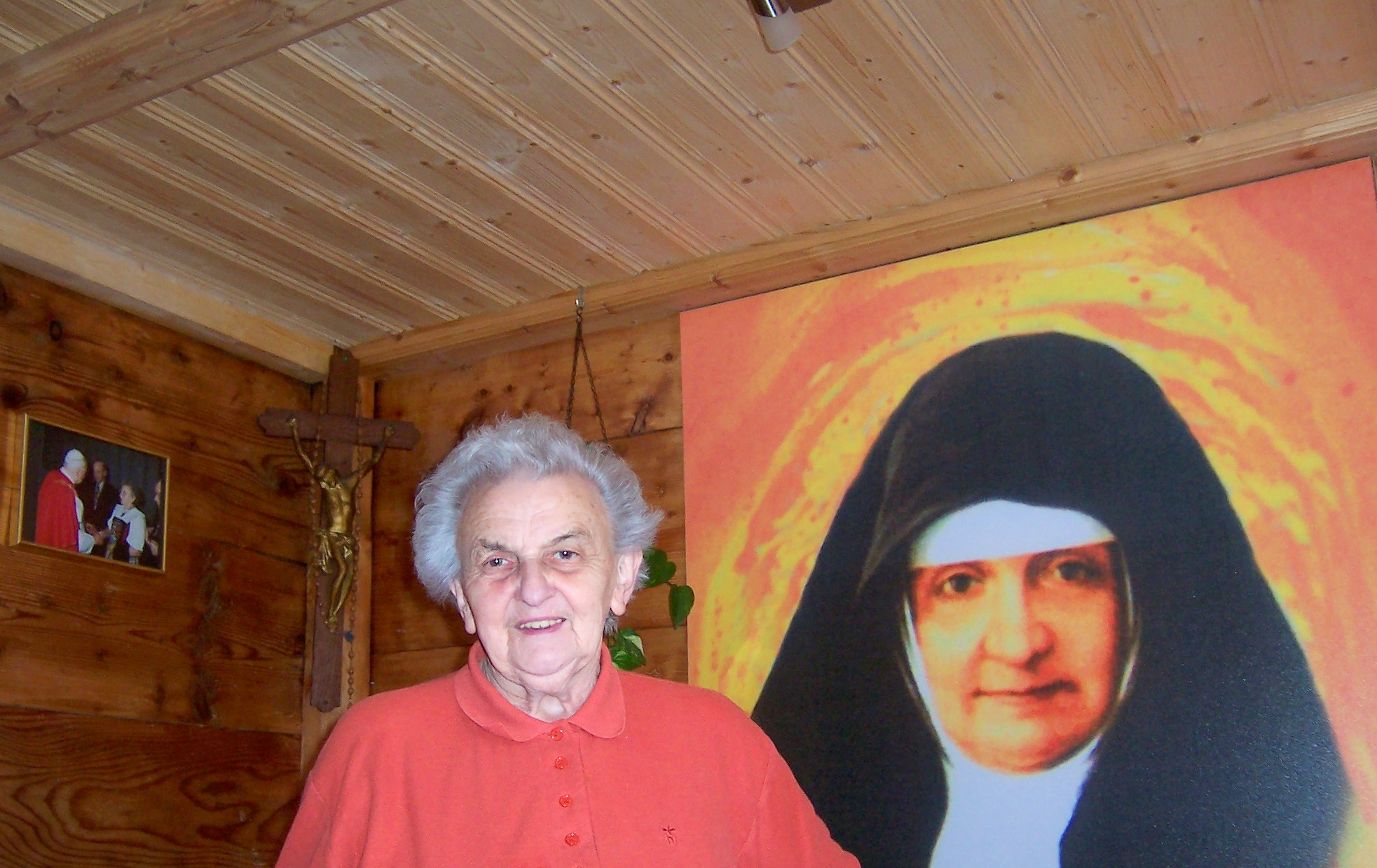
Rosmarie Wicki-Bütler mit dem Bild der Heiligen
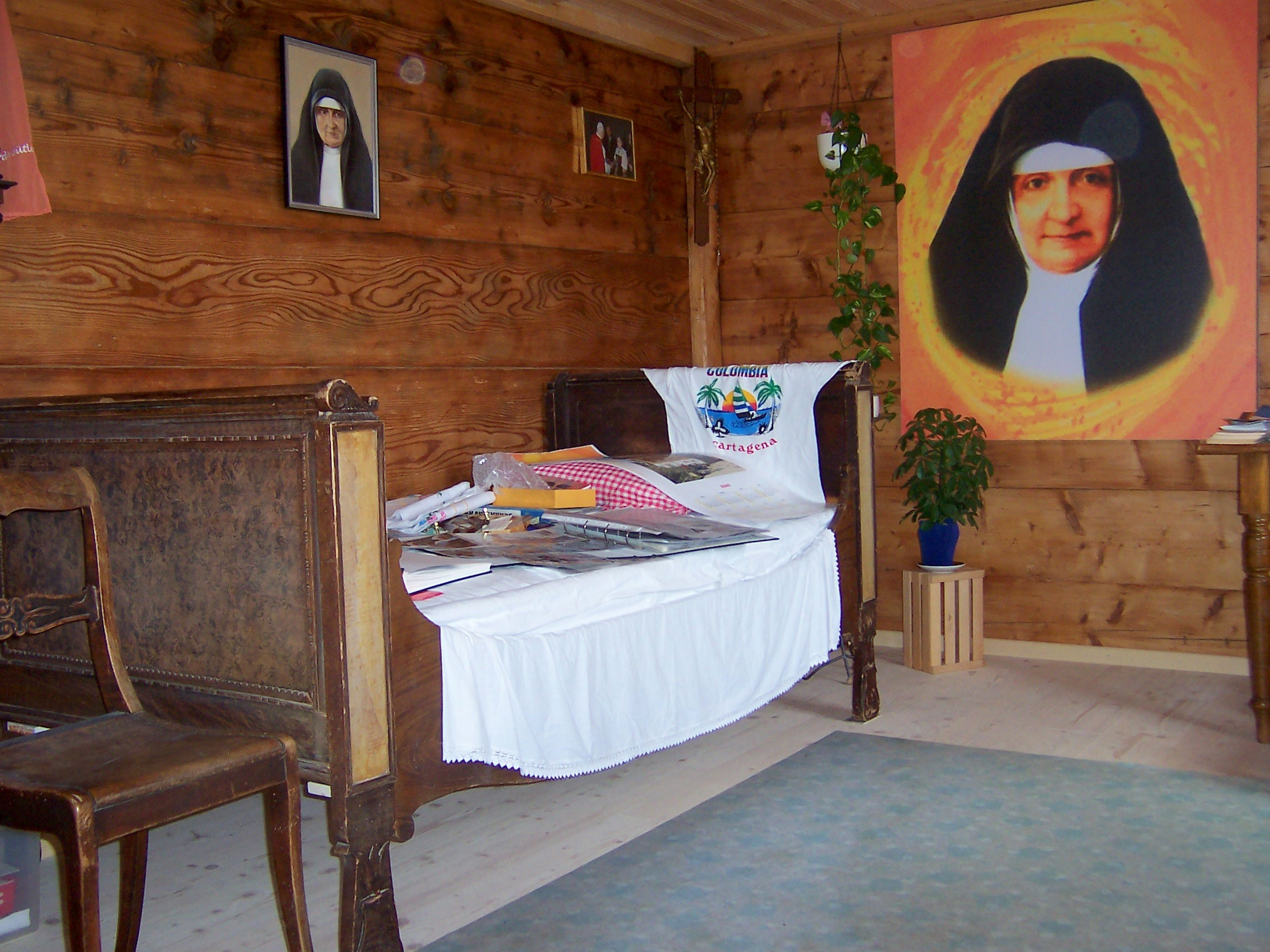
Maria-Bernarda-Zimmer in ihrem Geburtshaus
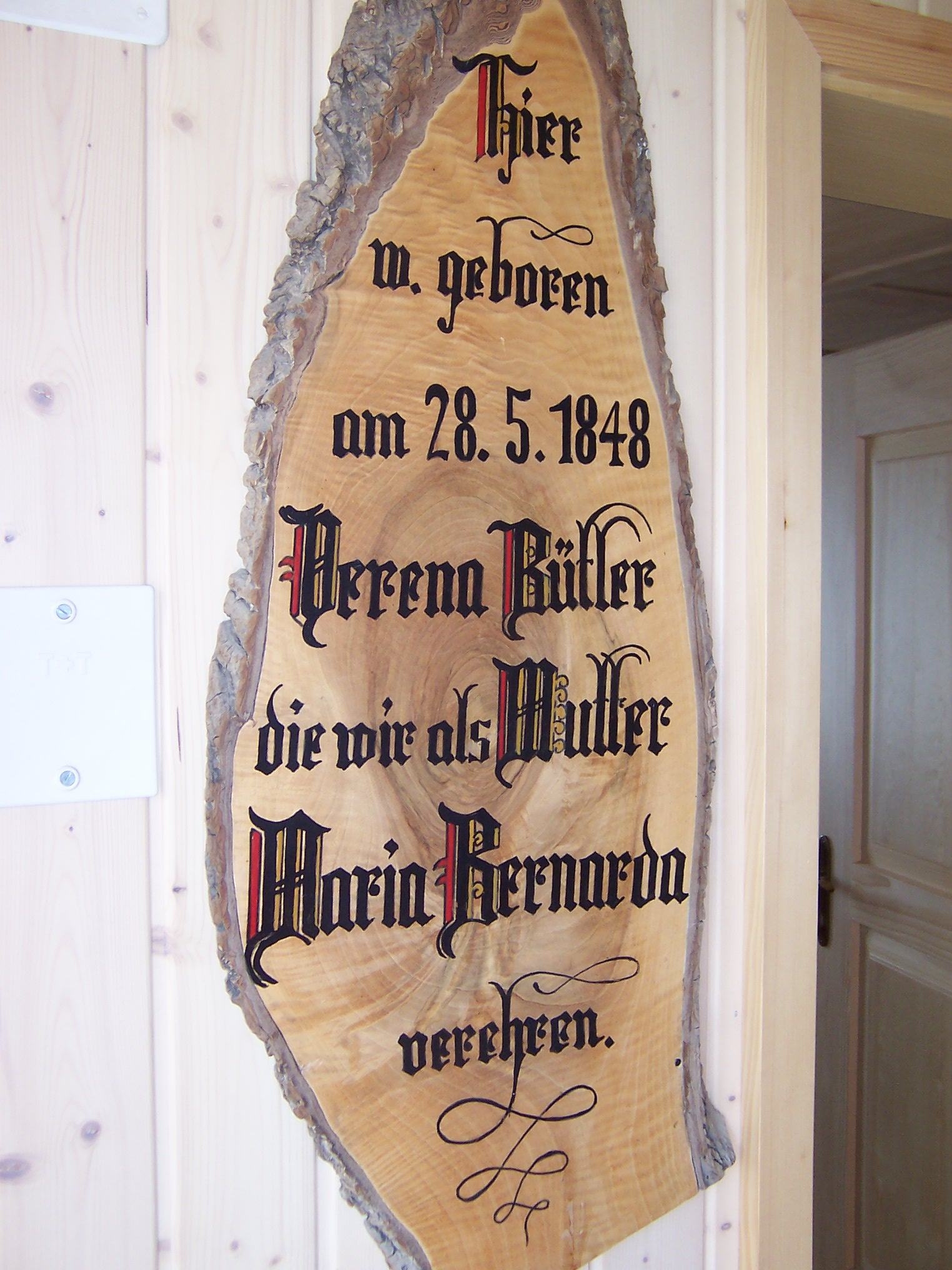
Gedenktafel vor dem Maria-Bernarda-Zimmer
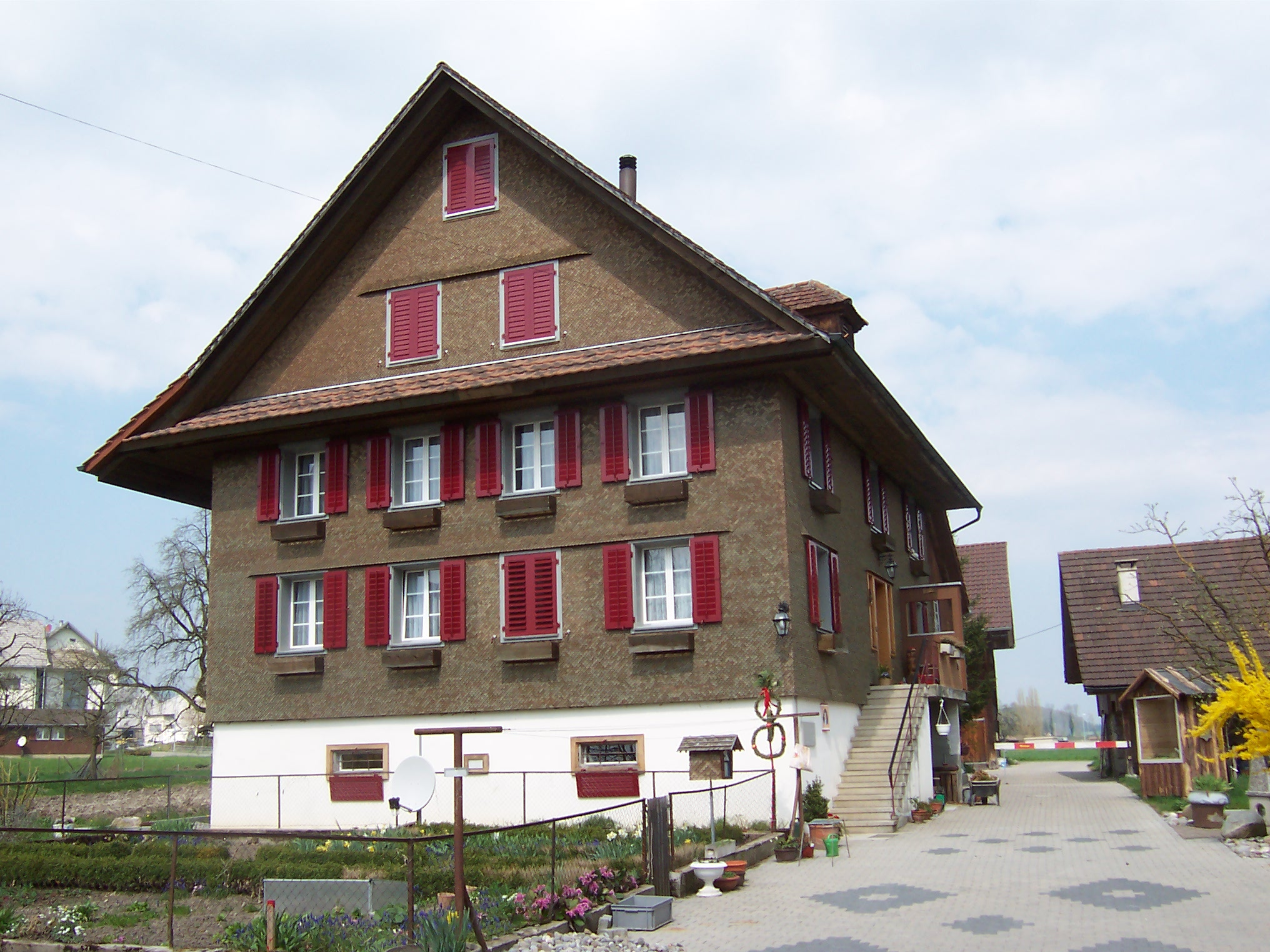
Geburtshaus der Heiligen in Auw, Kanton Aargau

Maria-Bernarda-Heim an der Maria-Bernarda-Strasse
Nach Maria Bernarda Bütler wurde in Auw das Altersheim der Gemeinde benannt, das auch von Franziskanerschwestern betreut wird. In der Kapelle des Heimes befindet sich auch ein grosses Bild der Heiligen. Die Geburtsgemeinde Auw benannte nach ihr auch eine Strasse, die unweit des Bachweges liegt und an der sich auch das Maria-Bernarda-Heim befindet.

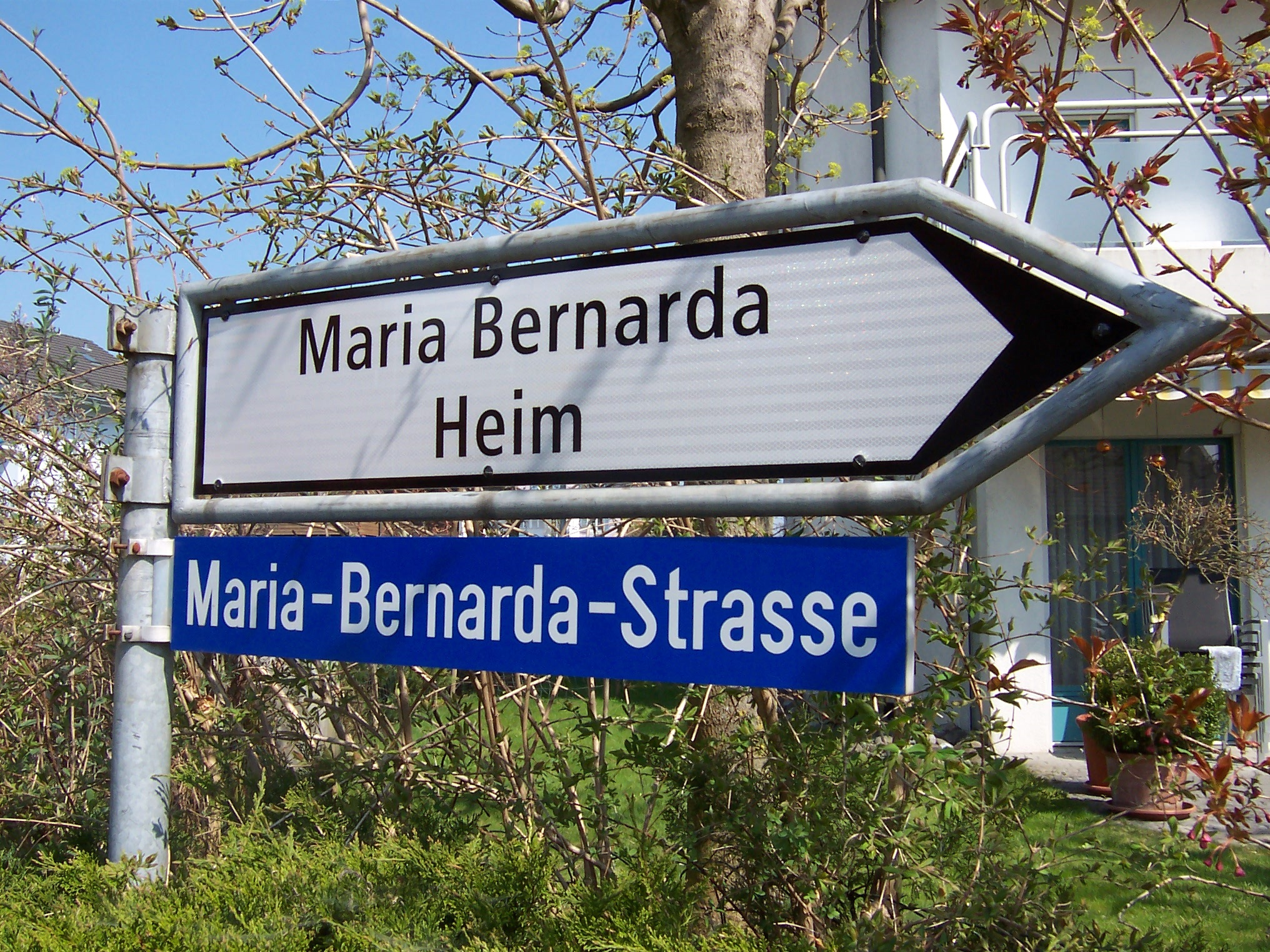
Maria-Bernarda-Strasse in der Nähe des Geburtshauses
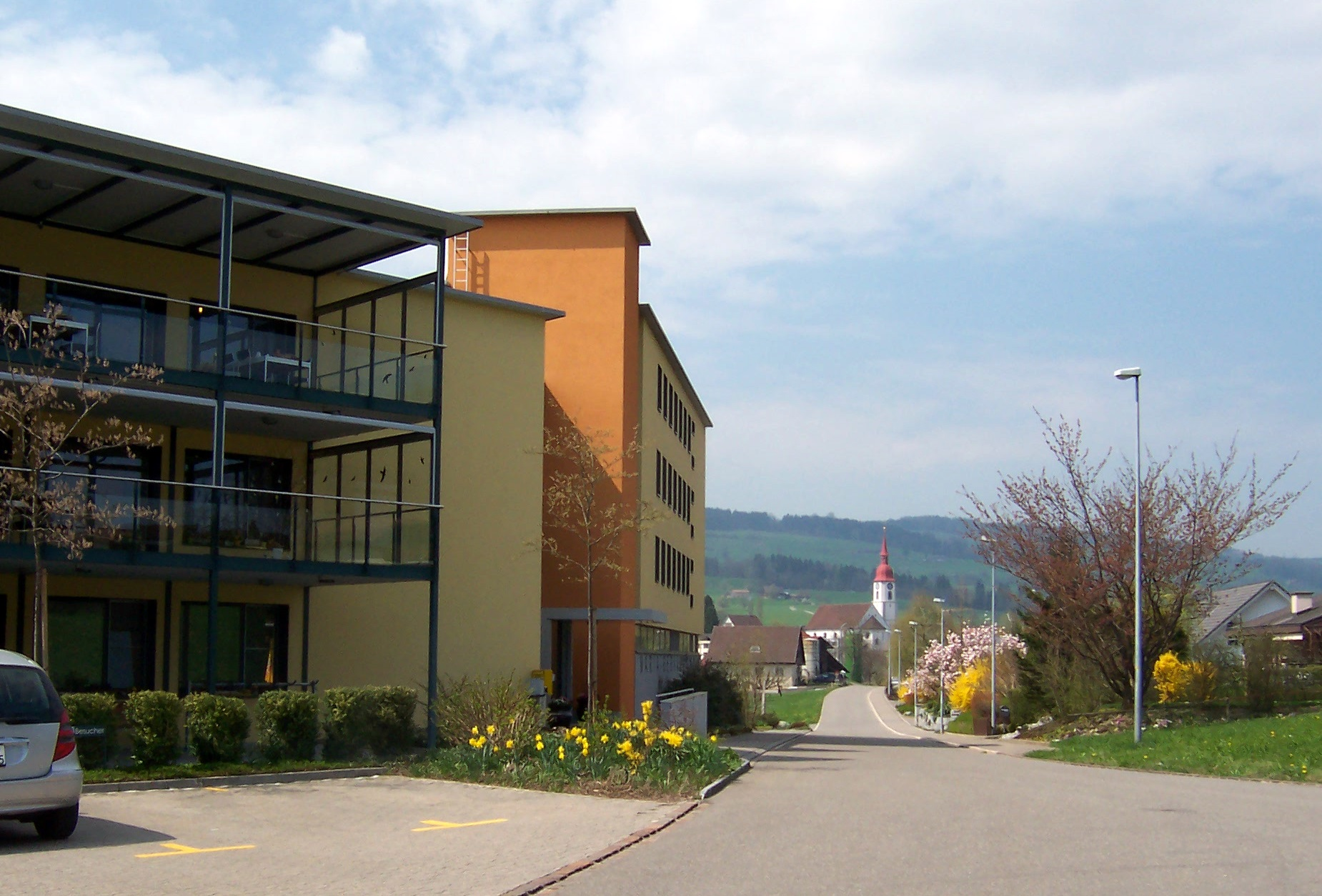
Maria-Bernarda-Heim mit Blick auf die Pfarrkirche

### Kloster Maria Hilf in Altstätten und Bernardaheim in Frastanz
An ihrem ersten Wirkungsort, im Altstättener Kloster «Maria Hilf» und in Bernardaheim, dem europäischen Provinzhaus der von Maria Bernarda gegründeten Kongregation, in Frastanz, Vorarlberg/Österreich, werden auch mehrere persönliche Gegenstände von Mutter Maria Bernarda Bütler aufbewahrt, wie ihr Reliquienkreuz, Brustkreuz, ihre persönliche Bibel, Handschriften, Briefe aus Südamerika an ihr heimatliches Kloster, sowie einige Originalfotos:

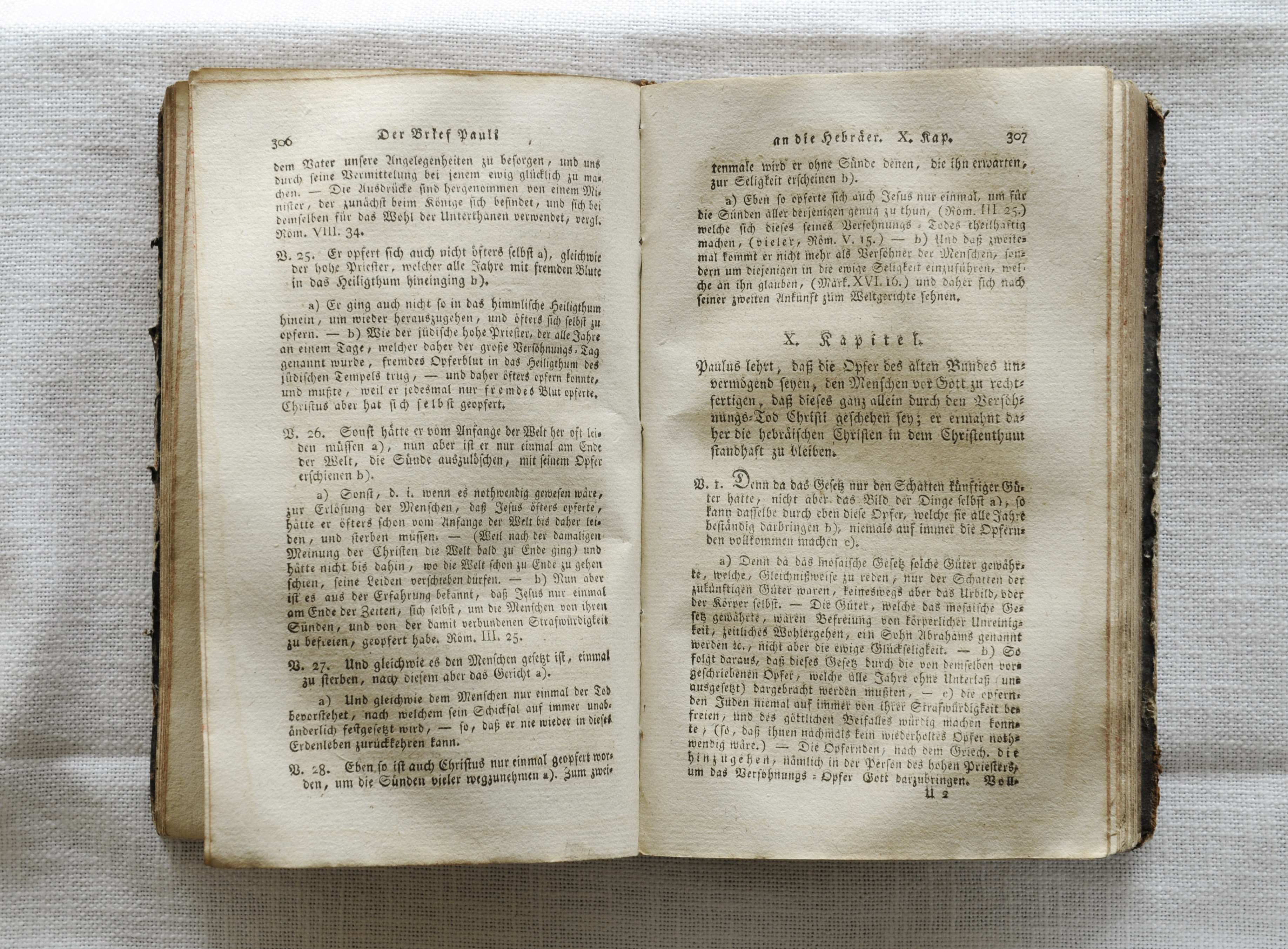
Persönliche Bibel
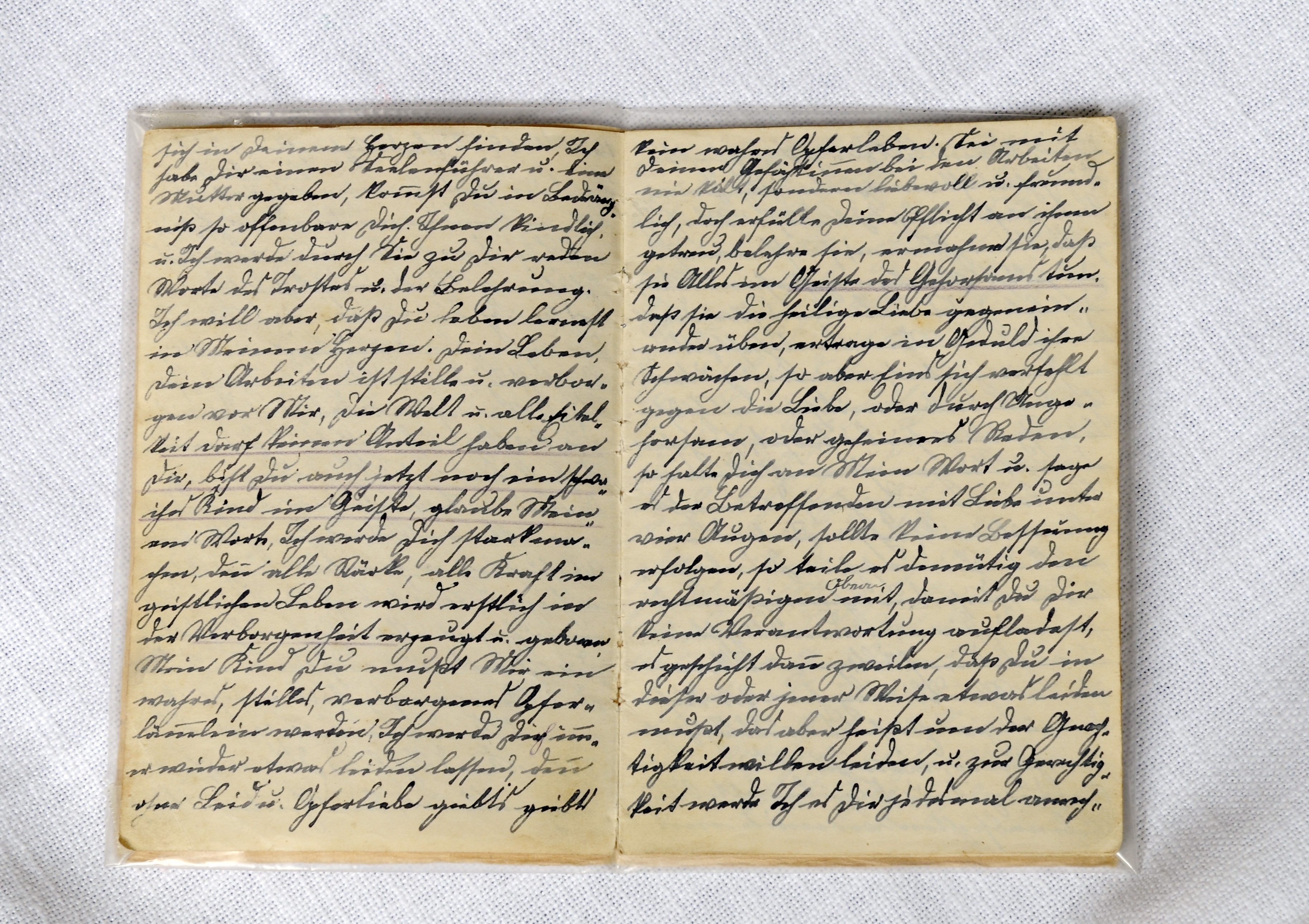
Ihre Handschrift
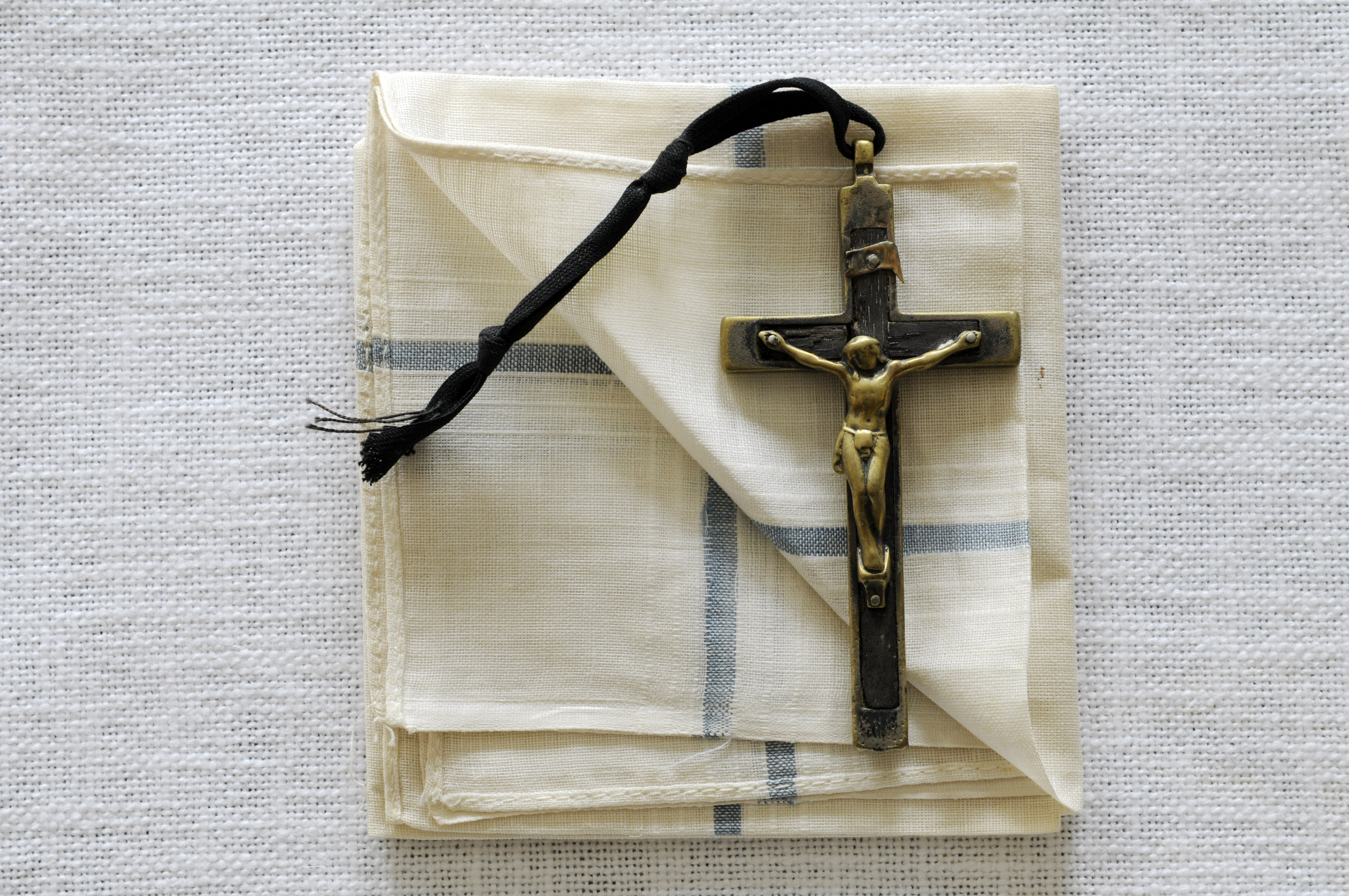
Brustkreuz und Tuch
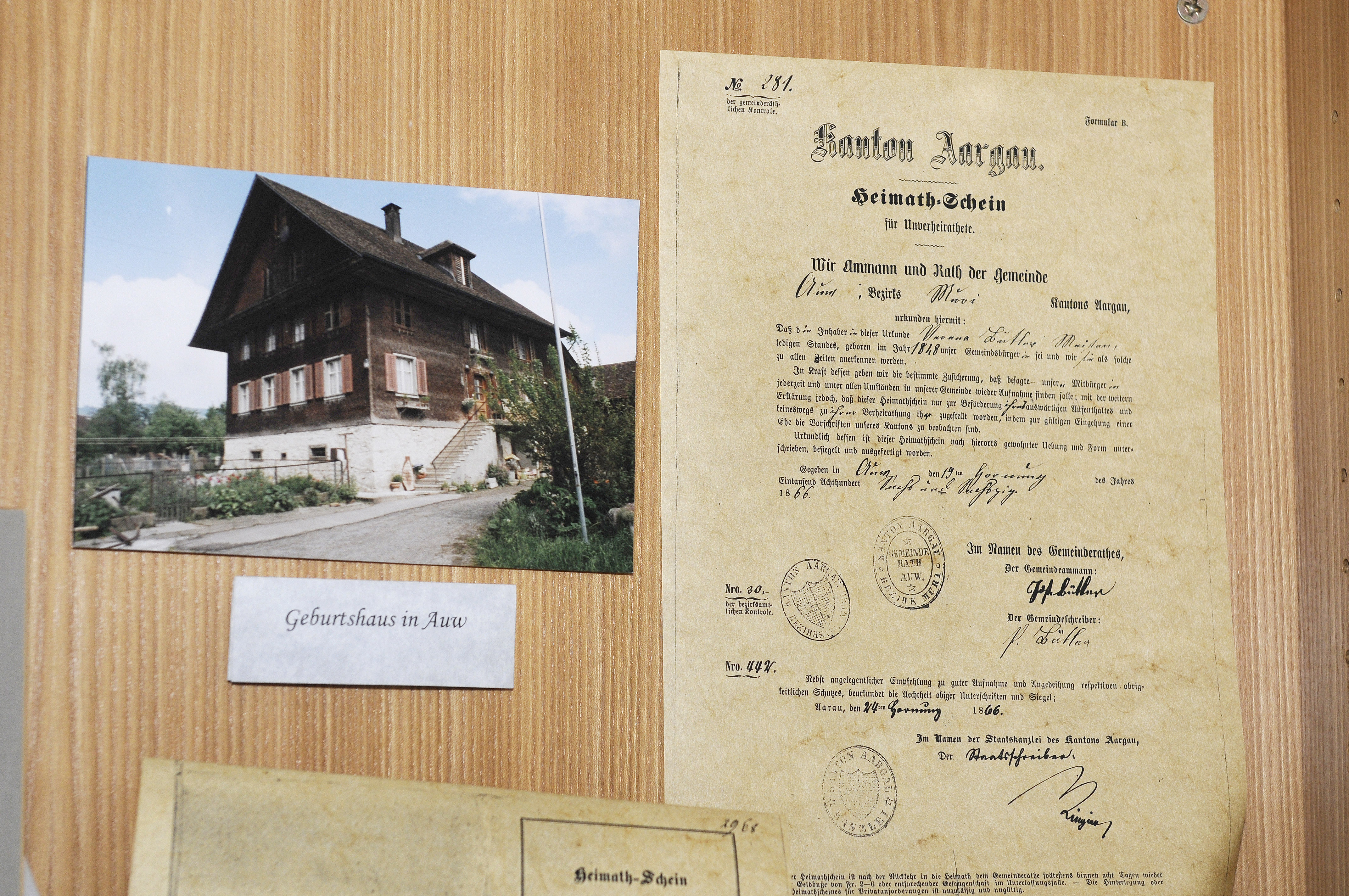
Ihr Heimatschein aus Auw

## Schriften
- Beda Mayer (Hrsg.): Gnadenfrühling. Die Jugend d. Dienerin Gottes Maria Bernarda Bütler O. S. F., v. ihr selbst erzählt. Seeverl. H. Schneider, Höchst, Vorarlberg 1951.[11]